# Fluorid radonový
Fluorid radonový je anorganická sloučenina s chemickým vzorcem RnF6. Jedná se o hypotetickou sloučeninu, její existence byla předpovězena, avšak zatím nebyla izolovaná.

## Vlastnosti
Je předpovězeno, že fluorid radonový bude méně stabilní než fluorid radonatý. Předpokládá se, že fluorid radonový bude mít oktaedrickou molekulovou geometrii.